# Porto Azzurro
Porto Azzurro est une commune de l'île d'Elbe, dans la province de Livourne et la région Toscane, en Italie.

## Origine du nom
Le nom de Porto Azzurro fait clairement référence à la couleur de la mer. Initialement, la localité s'appelait Longone et depuis 1873 Porto Longone, compte tenu de la longueur du port. Porto Azzurro est le nouveau nom de la commune depuis 1947 : le mot Longone faisait trop penser à l'univers carcéral représenté par le Fort San Giacomo, fort qui de nos jours sert toujours de pénitencier.

## Géographie
Capoliveri est située sur l'île d'Elbe.

## Histoire
- Fort Longone (XVIIe siècle) construit sous l'État des Présides, qui est maintenant une prison.

## Administration
| Période                                  | Période  | Identité      | Étiquette | Qualité |
| ---------------------------------------- | -------- | ------------- | --------- | ------- |
| 29 mai 2007                              | En cours | Maurizio Papi |           |         |
| Les données manquantes sont à compléter. |          |               |           |         |

### Communes limitrophes
Capoliveri, Portoferraio, Rio